# Імно (Голеньовський повіт)
Імно (пол. Imno, нім. Immenthal) — село в Польщі, у гміні Ґоленюв Голеньовського повіту Західнопоморського воєводства.
Населення — 228 осіб (2011).
У 1975-1998 роках село належало до Щецинського воєводства.

## Демографія
Демографічна структура станом на 31 березня 2011 року:
|          | Загалом | Допрацездатний вік | Працездатний вік | Постпрацездатний вік |
| -------- | ------- | ------------------ | ---------------- | -------------------- |
| Чоловіки | 116     | 26                 | 78               | 12                   |
| Жінки    | 112     | 28                 | 64               | 20                   |
| Разом    | 228     | 54                 | 142              | 32                   |